# Brachidontes pharaonis
Brachidontes pharaonis ist eine Muschel-Art aus der Familie der Miesmuscheln (Mytilidae). Nach neueren molekularbiologischen Untersuchungen war Brachidontes pharaonis ein Endemit des Roten Meer und wanderte schon vor 1876 (oder wurde mit Schiffen verschleppt) als Lessepsscher Migrant durch den Suezkanal in das südöstliche Mittelmeer ein.

## Merkmale
Das gleichklappige, mäßig geblähte Gehäuse wird bis zu 40 mm lang. Es ist länglich-keilförmig bis leicht gebogen. Fischer gibt folgende Maße an, (Länge zu Höhe zu Dicke) 35:16:13 mm. Die höchste Stelle liegt etwa in der Mitte des Gehäuses. Es ist stark ungleichseitig und die Wirbel liegen am vorderen Ende oder sehr nahe am vorderen Ende des Gehäuses. Der Umriss und auch das Verhältnis Länge zu Höhe sind jedoch etwas variabel. Der Dorsalrand steigt mit einer schwacher Wölbung bis zum höchsten Punkt an und geht dann mit leichter Wölbung in den Vorderrand über. Der Ventralrand ist konkav gewölbt, die Ventralseite relativ breit. Das Ligament liegt extern, aber tief eingesunken in einer Längsrinne, mit verstärkenden Schalenleisten (Nymphae oder Pseudonymphae), die vom Wirbel bis deutlich über die Hälfte des ansteigenden Dorsalrandes (und unterhalb des höchsten Punktes) reicht. Das Schloss weist vor und hinter dem Ligament einige dysodonte Zähne auf. Vorderer und hinterer Schließmuskel sind ungleich groß. Der vordere Schließmuskel sitzt am Ventralrand sehr nahe am vorderen Ende und ist eiförmig. Er erreicht nicht die Hälfte der Größe des hinteren, eiförmigen Schließmuskels. Er sitzt im hinteren Gehäuseteil, aber doch deutlich vom Hinterende entfernt unterhalb des Dorsalrandes. Es ist keine Mantelbucht vorhanden.
Die Schale ist recht fest. Die Ornamentierung besteht aus zahlreichen, kräftigen, sich zum Hinterende hin immer wieder teilenden Rippen, die zudem zum Hinterende hin kräftiger werden. Die Zwischenräume zwischen den Rippen weisen feine konzentrische Streifen auf. Der innere Gehäuserand ist gekerbt. Das dicke Periostrakum ist schwarz-braun, die innere Oberfläche ist weiß mit unterschiedlich kräftiger violett-schwarzer Tönung.

## Ähnliche Art
Brachidontes pharaonis kann im Verbreitungsgebiet nur mit dem ähnlichen Septifer bilocularis verwechselt werden. Diese Art unterscheidet sich aber durch das Septum unter den Wirbeln im vordersten Teil des Gehäuses, und durch die hellgrüne Farbe (mit rötlichen Flecken). 

## Geographische Verbreitung, Lebensraum und Lebensweise
Das ursprüngliche Verbreitungsgebiet von Brachidontes pharaonis ist das Rote Meer, sie war also dort endemisch. Dies hat sich nach den molekularbiologischen Untersuchungen von Terranova et al. bestätigt. Sie kommt heute als Lessepsscher Migrant auch in weiten Teilen des Mittelmeeres vor.
1876 wurde die Art bereits in Port Said, am nördlichen Ausgang des Suezkanal nachgewiesen. 1931 folgte schon ein Nachweis im Libanon, 1937 auch vor der israelischen Küste (damals noch Palästina). 1971 wurde sie in Sizilien nachgewiesen, 1979 in Griechenland, und 1985 in Syrien und der Südtürkei. 1997 wurde sie zum ersten Mal in der Adria gefunden, sowohl auf italienischer wie auch auf kroatischer Seite. Bis 2007 hatte sie sich im westlichen Mittelmeer nach Sardinien und zur französischen Mittelmeerküste ausgedehnt. Eine weitere Expansion des Verbreitungsgebietes ist nicht auszuschließen.
Die Tiere sind typische Bewohner des Felslitorals im Bereich des Wasserspiegels oder nur wenige Meter darunter, wo sie mit Byssusfäden an Hartsubstrate oder Steine, größere Schalenbruchstücke oder Korallenbruchstücke angeheftet sind. Sie bilden Kolonien mit hoher Individuendichte, die ganze Felsküsten bedecken können. Die Tiere sind Suspensionsfiltrierer, die sich von Phytoplankton und organischem Detritus im Wasser ernähren.

## Entwicklung
Die Tiere sind getrenntgeschlechtlich. Die Geschlechtsprodukte werden ins freie Wasser abgegeben, die Eier werden dort befruchtet. Nach dem Schlüpfen bildet sich zunächst eine Trochophora-Larve, die sich schon nach etwa einem Tag in eine Veliger-Larve umwandelt und mehrere Wochen im Wasser treibt, bevor sie zur Metamorphose und zum Bodenleben übergeht.

## Taxonomie
Das Taxon wurde 1870 von Paul Fischer als Mytilus pharaonis aufgestellt. Die Typlokalität ist leider nicht genau benannt, jedoch sicher im Bereich des nördlichen Roten Meeres (Golf von Suez, Golf von Akaba) anzunehmen. Es wurde bis in die jüngste Vergangenheit nicht immer als selbständige Art akzeptiert, sondern in die Synonymie von Brachidontes variabilis Krauss, 1848 gestellt. Sie wird nun als eigenständige Art akzeptiert. Dies wird durch molekularbiologische Arbeiten gestützt. Die Brachidontes pharaonis am nächsten verwandte Art ist Brachidontes variabilis. Allerdings unterschied sich die (angebliche) pazifische Population von Brachidontes variabilis so deutlich von der des Indischen Ozeans, dass sie artlich von dieser abgetrennt werden kann. Brachidontes pharaonis und Brachidontes variabilis (Indischer Ozean) sind näher miteinander verwandt, als Brachidontes variabilis (Indischer Ozean) und der (angebliche) Brachidontes variabilis (Pazifischer Ozean).
Markus Huber stellte Brachidontes pharaonis dagegen in die Synonymie von Brachidontes ustulatus (Lamarck, 1819). Diese Art hat ihre Typlokalität und ihr Verbreitungsgebiet in Westaustralien. Er brachte zudem vor, das Mytilus variabilis Krauss, 1848 durch Mytilus variabilis Fischer de Waldheim, 1807 präokkupiert ist. Allerdings stellten daraufhin Cosel, Gofas und Poutiers 2014 klar, dass letzterer Name ein vergessener Name (nomen oblitum) ist und eine Umbenennung nicht mehr vorgenommen werden muss.